# Adozione dell'euro in Polonia
     Zona euro
     UE appartenenti agli AEC II
     UE appartenenti agli AEC II con deroga
     UE non appartenenti agli AEC II
     Non UE che usano bilateralmente l'euro
     Non UE che usano unilateralmente l'euro
L'adozione dell'euro in Polonia è il percorso che la Polonia ha intrapreso per adottare l'euro. Il paese è membro dell'Unione europea dal 1º maggio 2004, ma attualmente continua ad usare la sua valuta nazionale, lo Złoty polacco.

## Aspetti procedurali
Dal 1º maggio 2004 la Polonia fa parte dell'Unione economica e monetaria, tuttavia ha una deroga, come del resto anche gli altri paesi che non hanno ancora aderito alla moneta unica, eccetto la Danimarca che ha ottenuto la clausola opt-out. L'abrogazione della deroga è condizionata dal rispetto dei criteri di convergenza che sono:
- quattro criteri di convergenza nominale;
  - criterio della stabilità dei prezzi;
  - criterio del disavanzo pubblico e del debito pubblico;
  - criterio del tasso di cambio;
  - criterio dei tassi d'interesse;
- un criterio di convergenza legale.

La decisione di abolire la deroga spetta al Consiglio dell'Unione europea, su proposta della Commissione europea e previa consultazione al Parlamento europeo e dopo il dibattito al Consiglio europeo. Per via dell'entrata in vigore del trattato di Lisbona sarà anche necessario ottenere un parere positivo da parte degli attuali paesi della zona euro.
L'ufficio del rappresentante del Governo per l'introduzione dell'euro pubblica mensilmente a partire dall'agosto 2009 informazioni aggiornate sullo stato attuale del rispetto dei criteri di convergenza. Dall'inizio della creazione delle strutture necessarie per l'introduzione dell'euro uno dei loro compiti principali è stato quello di sviluppare un Quadro strategico del Piano Nazionale per passaggio all'euro - un documento che definisce le attività relative alla sostituzione dello Złoty con l'euro. Il Quadro strategico è stato approvato dalla Commissione per gli affari europei il 9 aprile 2010.
L'adozione dell'euro implicherebbe una modifica della Costituzione polacca, procedura assai lunga per la quale è necessaria una maggioranza dei due terzi del parlamento, mai raggiunta nel corso degli anni, pertanto le modifiche necessarie sono continuamente posticipate.

## Posizioni politiche
Il 17 gennaio 2006, il Ministro delle Finanze della Polonia, Zyta Gilowska, dichiarò che il Paese non avrebbe adottato l'euro prima del 2010 e che una data probabile sarebbe potuta essere il 2011.
Il 12 gennaio 2009, il Governo polacco vagliò l'ipotesi di rinviare oltre il 2011 il suo ingresso nella zona euro, su suggerimento del presidente della Banca Centrale Polacca, Sławomir Skrzypek.
Il 19 febbraio 2013 il premier Donald Tusk riferì che "il suo governo spera di poter passare all'euro nel 2017", ma poi a luglio dello stesso anno, spostò la data ad almeno il 2019.
Il miglioramento della congiuntura economica europea e la crisi ucraina riaccesero il dibattito nel 2014.
Il 1º ottobre 2014 il premier polacco Ewa Kopacz confermò la politica del precedente governo di cauto interesse all'adozione dell'euro, sottolineando come, oltre ai lunghi tempi tecnici, era necessario anche attendere ad una maggiore stabilità dell'area euro. Il 10 ottobre seguente, il vice premier Janusz Piechociński ha previsto che l'adozione non avverrà prima del 2020.
Durante la campagna per le elezioni presidenziali del 2015, l'adozione dell'euro è stato uno degli argomenti più controversi ed animati.
Secondo alcuni sondaggi nel 2024, la maggioranza dei polacchi (di tutti i partiti) sarebbe contraria all'adozione della moneta unica, mentre gli economisti nazionali ritengono che l’adesione all’eurozona porterebbe alla Polonia notevoli vantaggi economici e politici. Tuttavia il paese non soddisfa ancora i requisiti di convergenza per entrare nell'eurozona, tra cui la stabilità dei prezzi, la stabilità del tasso di cambio, la solidità delle sue finanze pubbliche e i tassi di interesse a lungo termine.

## Consenso pubblico
Dalle rilevazioni dell'Eurobarometro, nel quali veniva posta la domanda "Parlando in generale, lei è personalmente più a favore o contro l'idea dell'introduzione dell'euro nel proprio paese?" si può disegnare la seguente tabella:
| Anno | Mese     | Decisamente a favore | Abbastanza a favore | Abbastanza contro | Decisamente contro | Non sa/non risponde | Totale a favore | Totale contro |
| ---- | -------- | -------------------- | ------------------- | ----------------- | ------------------ | ------------------- | --------------- | ------------- |
| 2011 | novembre | 11%                  | 34%                 | 24%               | 28%                | 3%                  | 45%             | 52%           |
| 2013 | aprile   | 11%                  | 27%                 | 28%               | 32%                | 2%                  | 38%             | 60%           |
| 2014 | aprile   | 12%                  | 33%                 | 27%               | 26%                | 2%                  | 45%             | 53%           |
| 2015 | aprile   | 10%                  | 34%                 | 28%               | 25%                | 3%                  | 44%             | 53%           |

Sempre alle rilevazioni Eurobarometro, alla domanda "Lei pensa che l'introduzione dell'euro avrà conseguenze positive o negative per la Polonia?", gli intervistati hanno risposto nel corso degli anni:
| Mese      | Anno | Si  | No  | Indeciso/ Non sa |
| --------- | ---- | --- | --- | ---------------- |
| Maggio    | 2024 | 47% | 52% | 2%               |
| Aprile    | 2023 | 55% | 44% | 2%               |
| Aprile    | 2022 | 60% | 38% | 3%               |
| Maggio    | 2021 | 56% | 41% | 3%               |
| Giugno    | 2020 | 48% | 49% | 3%               |
| Aprile    | 2019 | 46% | 51% | 3%               |
| Aprile    | 2018 | 48% | 50% | 2%               |
| Aprile    | 2017 | 43% | 55% | 2%               |
| Aprile    | 2016 | 41% | 56% | 3%               |
| Aprile    | 2015 | 44% | 53% | 3%               |
| Aprile    | 2014 | 45% | 53% | 2%               |
| Aprile    | 2013 | 38% | 60% | 2%               |
| Aprile    | 2012 | 44% | 54% | 2%               |
| Novembre  | 2012 | 45% | 52% | 3%               |
| Maggio    | 2011 | 38% | 48% | 14%              |
| Settembre | 2010 | 41% | 49% | 10%              |
| Maggio    | 2010 | 45% | 45% | 10%              |
| Settembre | 2009 | 45% | 44% | 11%              |
| Maggio    | 2009 | 52% | 36% | 12%              |
| Maggio    | 2008 | 41% | 46% | 13%              |
| Settembre | 2007 | 49% | 36% | 15%              |
| Marzo     | 2007 | 46% | 42% | 12%              |
| Settembre | 2006 | 49% | 41% | 10%              |
| Aprile    | 2006 | 50% | 39% | 11%              |
| Settembre | 2005 | 34% | 54% | 12%              |
| Settembre | 2004 | 40% | 49% | 11%              |

Dalle ricerche condotte dal Centrum Badania Opinii Społecznej si evince che nel marzo 2011 il 32% dei polacchi è stato favorevole all'adozione dell'euro, nell'aprile del 2010 i pro erano stati il 28% in più. Sempre nel 2011 i contrari erano il 60%, quindi 11% in più rispetto al 2010.
Secondo TNS Polska nel febbraio del 2011, il 51% dei polacchi era contrario all'adozione della valuta unica, il 17% era favorevole, il 24% era neutrale mentre l'8% non aveva un'idea al riguardo.
Secondo le statistiche del Centrum Badania Opinii Społecznej (CBOS) nel 2012, il 68% della popolazione era contrario all'adozione della moneta unica. I contrari superano i favorevoli, senza distinzioni socio-demografiche. La maggior parte degli intervistati sostiene che non c'è fretta con l'adozione dell'euro. Secondo il rapporto GMF il 71% degli intervistati è convinto che l'introduzione dell'euro sarebbe potenzialmente dannoso per l'economia polacca.
Secondo le statistiche del CBOS nel maggio 2015, anche se l'84% dei cittadini polacchi è a favore dell'appartenenza della Polonia all'Unione europea (e il 10% contro), solo il 25% è a favore dell'adozione della moneta unica e l'8% decisamente a favore. Il 44% è decisamente contrario e il 24% contrario.

## Criteri di convergenza

### Requisiti economici
Qui sotto è riportato il grado di adempimento ai criteri economici previsti per l'adesione alla zona euro, secondo i rapporti di convergenza della Banca centrale europea degli anni passati:
| Indicatori economici di convergenza Polonia                 | Indicatori economici di convergenza Polonia | Indicatori economici di convergenza Polonia | Indicatori economici di convergenza Polonia | Indicatori economici di convergenza Polonia | Indicatori economici di convergenza Polonia | Indicatori economici di convergenza Polonia      | Indicatori economici di convergenza Polonia |
| ----------------------------------------------------------- | ------------------------------------------- | ------------------------------------------- | ------------------------------------------- | ------------------------------------------- | ------------------------------------------- | ------------------------------------------------ | ------------------------------------------- |
| Valori di riferimento                                       | Inflazione armonizzata ai prezzi al consumo | Procedura di deficit eccessivo              | Deficit pubblico/PIL                        | Debito pubblico/PIL                         | Membro del AEC II                           | Variazione del Tasso di cambio Rispetto all'euro | Tasso d'interesse a lungo termine           |
| Valori di riferimento                                       | max 1,7-3,1%                                | non aperta                                  | max 3 %                                     | max 60 %                                    | min 2 anni                                  | max. ±15 %                                       | Tasso d'interesse a lungo termine           |
| Report ECB 2012                                             | 4,0 %                                       | aperta                                      | -5,1 %                                      | 56,3 %                                      | No                                          | -3,2 %                                           | 5,77 %                                      |
| Report ECB 2013                                             | 2,7 %                                       | aperta                                      | -3,9 %                                      | 55,6 %                                      | No                                          | -1,6 %                                           | 4,44 %                                      |
| Report ECB 2014                                             | 0,6 %                                       | aperta                                      | -4,3 %                                      | 57,0 %                                      | No                                          | -0,3 %                                           | 4,19 %                                      |
| Report ECB 2016                                             | -0,5 %                                      | non aperta                                  | 2,6 %                                       | 51,3 %                                      | No                                          | 0,0 %                                            | 2,9 %                                       |
| Report ECB 2018                                             | 1,4 %                                       | non aperta                                  | 1,7 %                                       | 50,6 %                                      | No                                          | 2,4 %                                            | 3,3 %                                       |
| Report ECB 2020                                             | 2,8 %                                       | non aperta                                  | 0,7 %                                       | 46,0 %                                      | No                                          | -0,8 %                                           | 2,2 %                                       |
| Report ECB 2022                                             | 7,0 %                                       | non aperta                                  | 1,9 %                                       | 53,8 %                                      | No                                          | -2,7 %                                           | 3,0 %                                       |
| Report ECB 2024                                             | 6,1 %                                       | non aperta                                  | 5,1 %                                       | 49,6 %                                      | No                                          | 3,1 %                                            | 5,6 %                                       |
| Legenda : - Criterio soddisfatto - Criterio non soddisfatto |                                             |                                             |                                             |                                             |                                             |                                                  |                                             |

I criteri di calcolo sono cambiati significativamente, anche retroattivamente, con l'introduzione del SEC2010 in sostituzione del SEC95.

### Compatibilità legislativa
Secondo il rapporto ECB di giugno 2014, la legislazione polacca non soddisfa tutti i requisiti relativi all'indipendenza della banca centrale, alla riservatezza, al divieto di finanziamento monetario e all'integrazione nell'Eurosistema sul piano giuridico.

## Faccia nazionale
Il disegno per le monete euro polacche non è stato ancora ufficialmente scelto, sebbene secondo il sondaggio di Rzeczpospolita su alcune monete dovrebbero apparire i volti di Copernico, Chopin, un'aquila con la corona (vedi Stemma della Polonia) e il logo di Solidarność.